# Giovanni Maria Benzoni
Giovanni Maria Benzoni (Songavazzo, Italia, 28 de agosto de 1809 - Roma, Italia, 28 de abril de 1873) fue un escultor neoclásico italiano. Se formó en Roma, donde más tarde montó su propio taller.
Benzoni diseñó algunas de sus esculturas con la idea en mente de elaborar una línea de producción utilizando a otros escultores para producir las obras, con el fin de satisfacer la creciente demanda de personas en el Grand Tour que querían recuerdos culturales para llevarse a casa. Benzoni realizó una escultura para el monumento funerario del cardenal católico Angelo Mai.
En 1846, Benzoni creó una escultura en mármol blanco de Santa Ana y la Santísima Virgen María de niña, a la que el Papa Pío IX le concedió un decreto de coronación pontificia el 9 de septiembre de 1877 después de su muerte, ahora consagrada en la Catedral de Santa Ana en Apt, Francia.
Las esculturas de Benzoni se encuentran repartidas por todo el mundo, encontrando obras como la Rebecca Velata en el Museo Salar Jung (Hyderabad, India), Diana en el Museo del Hermitage (San Petersburgo, Rusia), así como múltiples estatuas en el High Museum of Art (Atlanta, Georgia), Museo de Bellas Artes de Houston (Texas) o el Museo Berkshire (Pittsfield, Massachusetts). Su Huida de Pompeya se localiza en el Palacio consistorial de Todmorden, en el condado británico de West Yorkshire, así como otra copia en el pabellón de estatuas en los Jardines Botánicos de Ballarat, en el estado australiano de Victoria.

## Galería

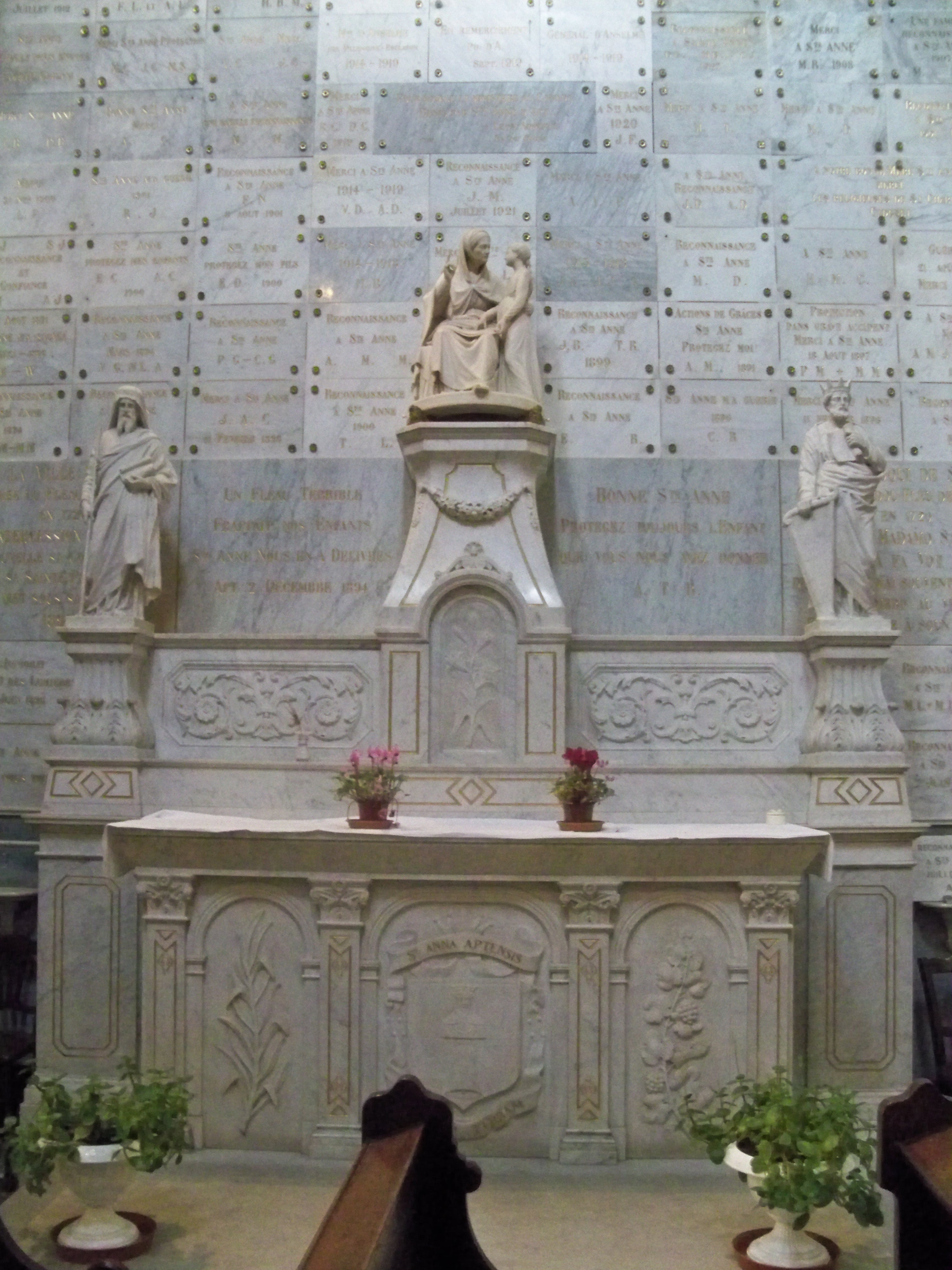
Santa Ana y la Virgen María de niña
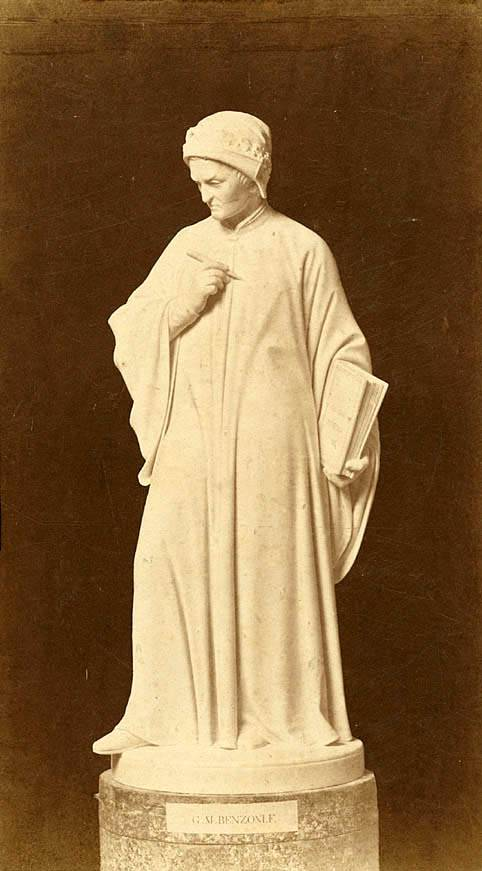
Dante
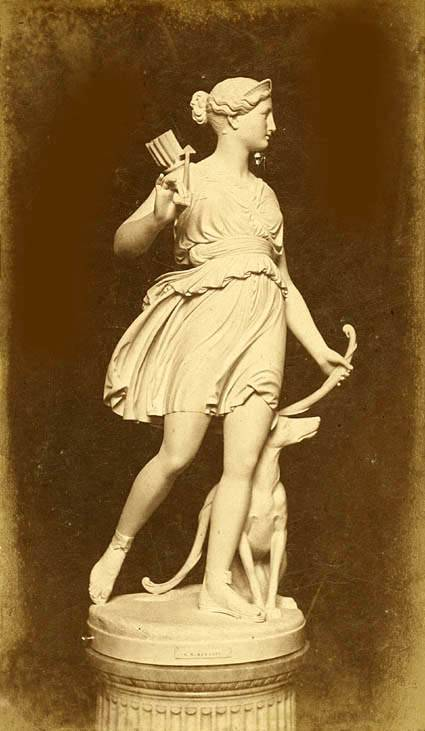
Diana
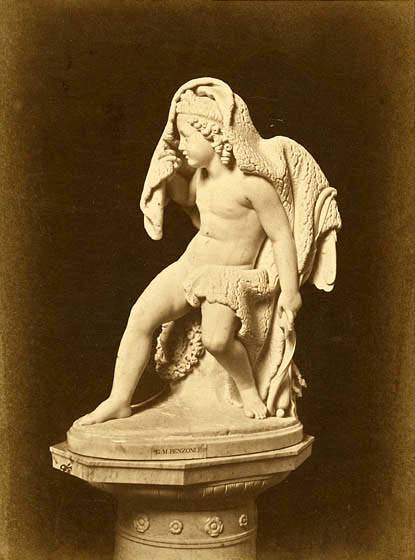
Amor
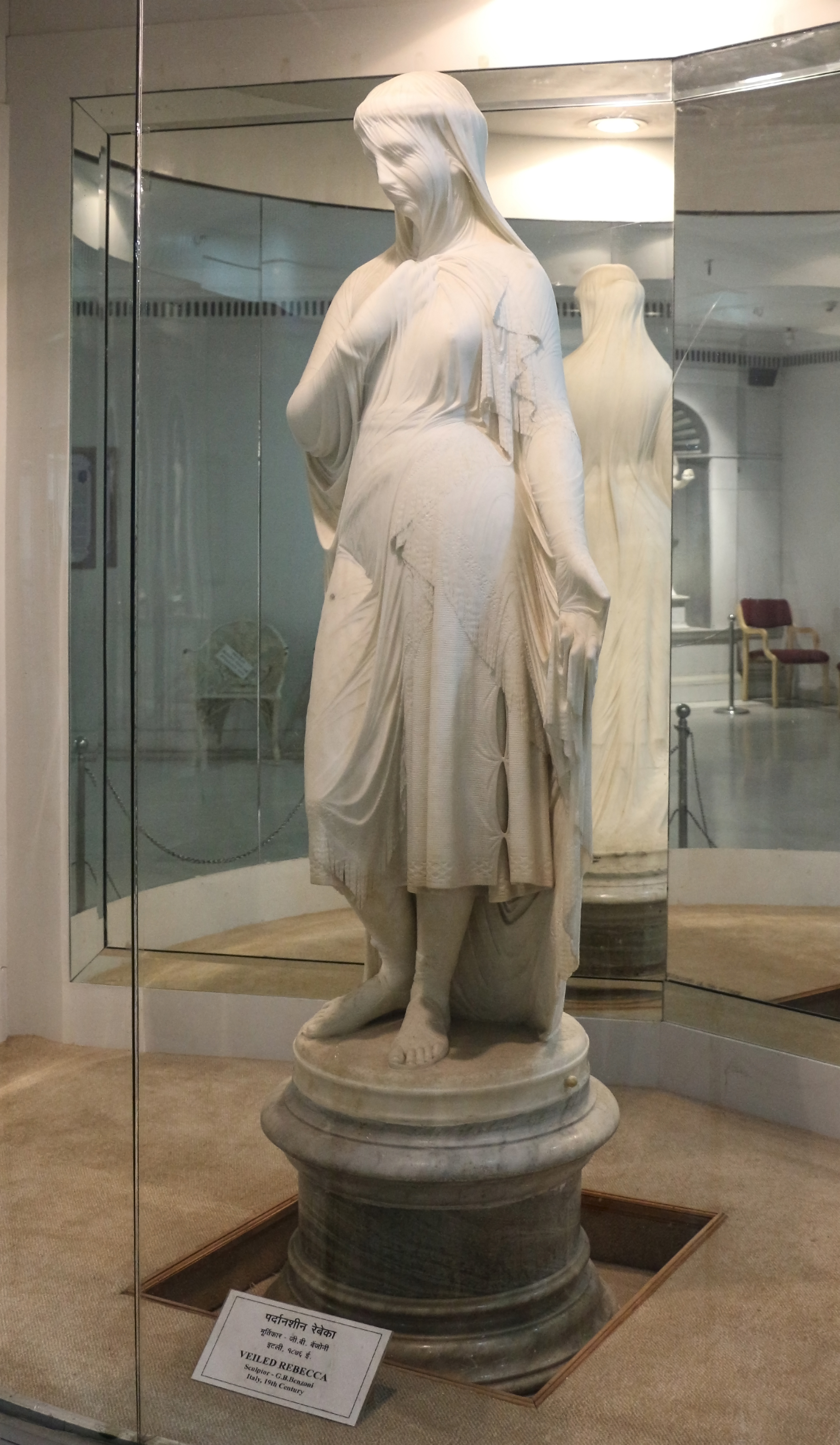
Rebeca con velo